# GGB (compañía)
GGB, anteriormente Glacier Garlock Bearings, es un fabricante diversificado de productos de ingeniería como cojinetes de desplazamiento autolubricados y prelubricados y recubrimientos de polímero tribológico patentados para diversas aplicaciones e industrias. Actualmente, cuenta con plantas de producción distribuidas entre Norteamérica (EE. UU.), Europa (Alemania, Francia y Eslovaquia), Sudamérica (Brasil), y Asia (China).
Está especializado en la fabricación de cojinetes de metal-polímero, cojinetes metálicos y bimetálicos y placas de empuje, cojinetes de plástico de ingeniería, bujes compuestos reforzados con fibra y conjuntos de cojinetes.

## Historia
La historia de GGB se remonta a 1899 cuando Cuyler W. Findlay y A. J. Battle fundaron Findlay Motor Metals en Londres, Inglaterra. Posteriormente se cambió el nombre a Glacier Antifriction Metal Company.
GGB Bearing Technology se creó en 1976 cuando Glacier y Garlock decidieron fundar una empresa conjunta entre Garlock Inc. y Glacier Antifriction Metal Company, que fue fundadada en 1899. Garlock Inc. se estableció en 1886, o 1887 después de que Olin J. Garlock inventara un sistema para sellar vástagos de pistón en máquinas de vapor industriales en Palmyra (Nueva York). Esta empresa se convertiría en distribuidor de cojinetes de Glacier  en 1958.
Glacier desarrolló el primer rodamiento de metalpolímero de la industria con revestimiento de bronce y politetrafluoroetileno (PTFE). Estos casquillos autolubricantes DU, lanzados en 1956, y sus cojinetes DX con lubricación marginal, introducidos en 1965, todavía se fabrican y se utilizan en la actualidad.
En 2001, Goodrich Corporation, propietaria de Garlock Bearings en aquel entonces, adquirió Glacier Industrial Bearings, lo que supuso la fusión de ambas y el nacimiento de Glacier Garlock Bearings, la cual sería finalmente incluida en el nuevo grupo de EnPro Industries Inc en 2002.
En 2004, Glacier Garlock Bearings pasó a llamarse GGB Bearing Technology, renombrándose en 2018 a GGB.
En 2012, los cojinetes GGB llegaron a Marte a bordo del robot Curiosity de la NASA, sirviendo de componentes de suspensión primarios para el huso de perforación del mismo.
En 2015 GGB introdujo los cojinetes de compuesto reforzado con fibra autolubricante: HPMB®. Su revestimiento mecanizable se utiliza en muchas aplicaciones de energía hidroeléctrica y más.
En 2019, GGB lanzó varios productos nuevos, entre ellos la solución para temperaturas altas, PyroSlide 1100, un material plástico resistente a los rayos UV UV EP15 y, finalmente sus nuevas soluciones de recubrimientos poliméricos TriboShield.
En noviembre de 2022, la empresa fue adquirida por The Timken Company.

## Mercados
GGB produce cojinetes y rodamientos para su uso en diferentes aplicaciones e industrias, abarcando sectores como el aeroespacial, el automotriz, la construcción, la aviación, la agricultura, la energía, el petróleo y gas, la siderurgia, equipos médicos, equipos de compresores, transmisión hidráulica, equipamientos recreativos, jardinería, equipos ferroviarios, energías renovables; y otras herramientas y equipos en general.

## Actualidad
Actualmente, la empresa atiende a más de 50.000 clientes a nivel mundial.
Los cojinetes DX se utilizan en el Lokomat Pro, un sistema robótico funcional que se utiliza para mejorar la movilidad en personas tras haber sufrido enfermedades y lesiones neurológicas. También se puede encontrar el cojinete DB metálico sin mantenimiento de GGB en el Puente del Milenio (Gateshead), el cojinete hemisférico de bronce fundido GGB-DB en las compuertas del Canal de Panamá, los cojinetes compuestos reforzados con fibra en la Central Hidroeléctrica de Xiangjiaba y los cojinetes EP de GGB en el catamarán Hobie Cat 16 para navegantes principiantes y veteranos.

## Certificaciones y calidad
GGB ha sido certificado por el estándar de calidad AS9100D de la industria aeroespacial en Norteamérica, Europa y Asia. Otros estándares como ISO 14001, ISO9001, IATF16949 y OHSAS 18001. 
Además los materiales EP®63, EP®43, DP4® y DU® de GGB están aprobados por las Regulaciones Federales de Aviación, FAR25.853 y FAR 25.855 para aplicaciones en los interiores de aviones.